# Dipoena quadricuspis
Dipoena quadricuspis är en spindelart som beskrevs av Lodovico di Caporiacco 1949. Dipoena quadricuspis ingår i släktet Dipoena och familjen klotspindlar.
Artens utbredningsområde är Kenya. Inga underarter finns listade i Catalogue of Life.